# Kim Delaney
Kim Delaney (* 29. listopadu 1958, Filadelfie, Pensylvánie, USA) je americká herečka.

## Životopis
Jedná se o irskou Američanku, má čtyři bratry. Během studia i po něm pracovala jako modelka. Pak začala studovat i herectví. Poprvé se stala známou, když hrála v letech 1981-1984 americké mýdlové opeře All My Children. Pak se objevila ve filmech Delta Force s Chuckem Norrisem a Síla. Pravidelně se objevovala také v seriálech - Tour of Duty, Policie New York, Philly, Kriminálka Miami (jako Megan Donner), O.C..
Byla dvakrát vdaná. Jednou za herce Charlese Granta a podruhé za herce Josepha Cortese, s nímž má syna Jacka Philipa.

## Filmografie
| Rok       | Název                                                        | Role                   | Poznámky |
| --------- | ------------------------------------------------------------ | ---------------------- | --- |
| 1981-1984 | All My Children                                              | Jenny Gardner Nelson   | 20 dílů nominace na Emmy v kategorii Nejlepší herečka ve vedlejší roli v dramatickém seriálu (1983)                                                                                  |
| 1983      | First Affair                                                 | Cathy                  | |
| 1985      | That Was Then... This Is Now                                 | Cathy Carlson          | |
| 1986      | The Equalizer                                                | Sally Ann Carter       | díl: „Unnatural Causes“ |
| 1986      | Delta Force                                                  | sestra Mary            | |
| 1986      | Hunter's Blood                                               | Melanie                | |
| 1987      | Muž z kalendáře                                              | Dayna Thomas           | |
| 1987      | Perry Mason: Případ zlovolného ducha                         | Susan Warrenfield      | TV film |
| 1987      | Cracked Up                                                   | Jackie                 | |
| 1987      | L.A. Law'                                                    | Leslie Kleinberg       | 4 díly |
| 1987      | Vánoce, Vánoce přicházejí                                    | Jessie                 | |
| 1988      | The Drifter                                                  | Julia Robbins          | |
| 1988      | Honba za xenomorfem                                          | Mandy Estabrook        | |
| 1988      | Take My Daughters, Please                                    | Evan                   | |
| 1989-1990 | Četa v akci                                                  | Alex Devlin            | 18 dílů |
| 1990      | Příběhy ze záhrobí                                           | Gloria Fleming         | díl: „The Sacrifice“ |
| 1991      | Hangfire                                                     | Maria Montoya Slayton  | |
| 1991      | Implantáty                                                   | Karen Chrushank        | |
| 1992      | The Broken Cord                                              | Suzanne                | |
| 1992      | Šéfka                                                        | Lucky Santangelo       | TV film |
| 1992      | The Fifth Corner                                             | Erica Fontaine         | TV film |
| 1993      | The Disappearance of Christina                               | Lily Kroft             | TV film |
| 1995      | Wikipedie: Metalbeast                                        | Anne DeCarlo           | |
| 1995      | Tall, Dark and Deadly                                        | Maggie Springer        | TV film |
| 1995      | Darkman II: Durantův návrat                                  | Jill Randall           | |
| 1995      | Síla                                                         | Sarah Flynn            | |
| 1995      | Serial Killer                                                | Selby Younger          | |
| 1995      | Temptress                                                    | Karin Swann            | |
| 1995-2003 | Policie New York                                             | Diane Russell          | 132 dílů Emmy v kategorii Nejlepší herečka ve vedlejší roli v dramatickém seriálu (+ dvakrát nominována) nominace na Zlatý glóbus v kategorii Nejlepší herečka v dramatickém seriálu |
| 1996      | Closer and Closer                                            | Kate Saunders          | TV film |
| 1997      | Smrt za lež                                                  | Meredith 'Mere' Scialo | TV film |
| 1997      | Ďáblovo dítě                                                 | Nikki DeMarco          | TV film |
| 2000      | Mise na Mars                                                 | Maggie McConnell       | |
| 2001      | Láska a zrada                                                | Kate Timmons           | TV film |
| 2001-2002 | Philly                                                       | Kathleen Maguire       | 22 dílů nominace na Satellite Award v kategorii nejlepší herečka v hlavní roli v dramatickém seriálu                                                                                 |
| 2002      | Kriminálka Miami                                             | Megan Donner           | 10 dílů |
| 2004      | Nevěra                                                       | Danielle Montet        | TV film |
| 2004      | 10,5 stupně                                                  | Dr. Samantha Hill      | TV film |
| 2004      | Sudbury                                                      | Sally Owens            | |
| 2005      | O.C.                                                         | Rebecca Bloomová       | 5 dílů |
| 2006      | Deset a půl stupně: Apokalypsa                               | Dr. Samantha Hill      | TV film |
| 2006      | Nightmares and Dreamscapes: From the Stories of Stephen King | Mary Rivingham         | díl: „You Know They Got a Hell of a Band“ |
| 2007      | Zákon a pořádek: Útvar pro zvláštní oběti                    | Julia Millfield        | 2 díly |
| 2007-2012 | Army Wives                                                   | Claudia Joy Holden     | 104 dílů |
| 2011      | Finding a Family                                             | Ileana                 | TV film |
| 2013      | To Appomattox                                                | Mary Todd Lincoln      | minisérie, 4 díly |
| 2016      | Murder in the First                                          | Dr. Nancy Redman       | 2 díly |
| 2017      | Signed, Sealed, Delivered: Home Again                        | Kim Kellser            | TV film |
| 2017      | Betting on the Bride                                         | Anna Banning           | TV film |
| 2018      | God Bless the Broken Road                                    | Patti Hill             | |
| 2018      | The Oath                                                     | Abigail                | 2 díly |
| 2018      | Chicago Fire                                                 | Jennifer Sheridan      | 3 díly |